# Lisi-tó
A Lisi-tó (grúzul: ლისის ტბა) egy kis méretű tó a grúz főváros, Tbiliszi közelében. A Kura folyó völgyéhez tartozik, ahol egy nagyobb, több célú fejlesztési projekt keretében hozták létre.

## Leírása

### Élővilága
A tó körüli táj sziklás és száraz, cserjés vegetációval és sztyeppekkel borított. A tó és a környező terület élőhelyként szolgál számos egzotikus és védett madárfaj számára. A különféle madarak mellett a környék számos más állat számára kínál menedéket, például teknősök, rókák és mezei nyulak is élnek itt, emellett ismert a szomszédos domboldalon élő kígyók nagy méretű populációja. 

### Turisztikai hasznosítása
A főváros viszonylagos közelsége miatt a tó népszerű kirándulóhely, emiatt tervek születtek a Zöld Lisi Város nevű vegyes felhasználású  tóparti ingatlanfejlesztésről. A legnagyobb grúziai pénzintézet, a TBC Bank elnöke, Mamuka Khazaradze állt a projekt mögött, míg a terveket az Andropogon építészeti cég készítette el. A kivitelezés első szakaszának épületeit 2011-ben adták át.
A terület beépítésének jelenlegi tervei 2007-ből származnak, amikor egy Mamuka Khazaradze vezette csoport túllicitálta az izraeli befektetők egy csoportját azáltal, hogy 182 millió USD-t kínáltak a 354 hektáros földterületért. A kormánnyal kötött megállapodás feltételei szerint a grúz csoport 30 millió USD-t költ a közüzemi fejlesztésekre és egy olyan rendszerre, amely a tó számára a nélkülözhetetlen friss vizet biztosítja. A Khazaradze-féle csoport az üzlet feltételeire támaszkodott, és megkérdőjelezhető körülmények között 55 millió dollárért vette meg a földet közvetlenül a várostól; ez 127 millió USD megtakarítást jelentett az eredeti izraeli csoport elleni licitálás során nyújtott ajánlathoz képest. A helyi természetvédelmi rendelkezéseket teljesen figyelmen kívül hagyták, és a jelenlegi fejlesztési szempontokból az egyetlen fontos az, hogy minél több lakást tudjanak a területen felépíteni. 

## Fordítás
- Ez a szócikk részben vagy egészben  a   Lisi Lake című angol Wikipédia-szócikk ezen változatának fordításán alapul.  Az eredeti cikk szerkesztőit annak laptörténete sorolja fel. Ez a jelzés csupán a megfogalmazás eredetét és a szerzői jogokat jelzi, nem szolgál a cikkben szereplő információk forrásmegjelöléseként.